# Bolszaja Tawra
Bolszaja Tawra (ros. Большая Тавра) – wieś (dieriewnia) w Rosji, w obwodzie swierdłowskim, w rejonie krasnoufimskim. W 2010 liczyła 1310 mieszkańców, głównie Maryjczyków.